# Кувакса

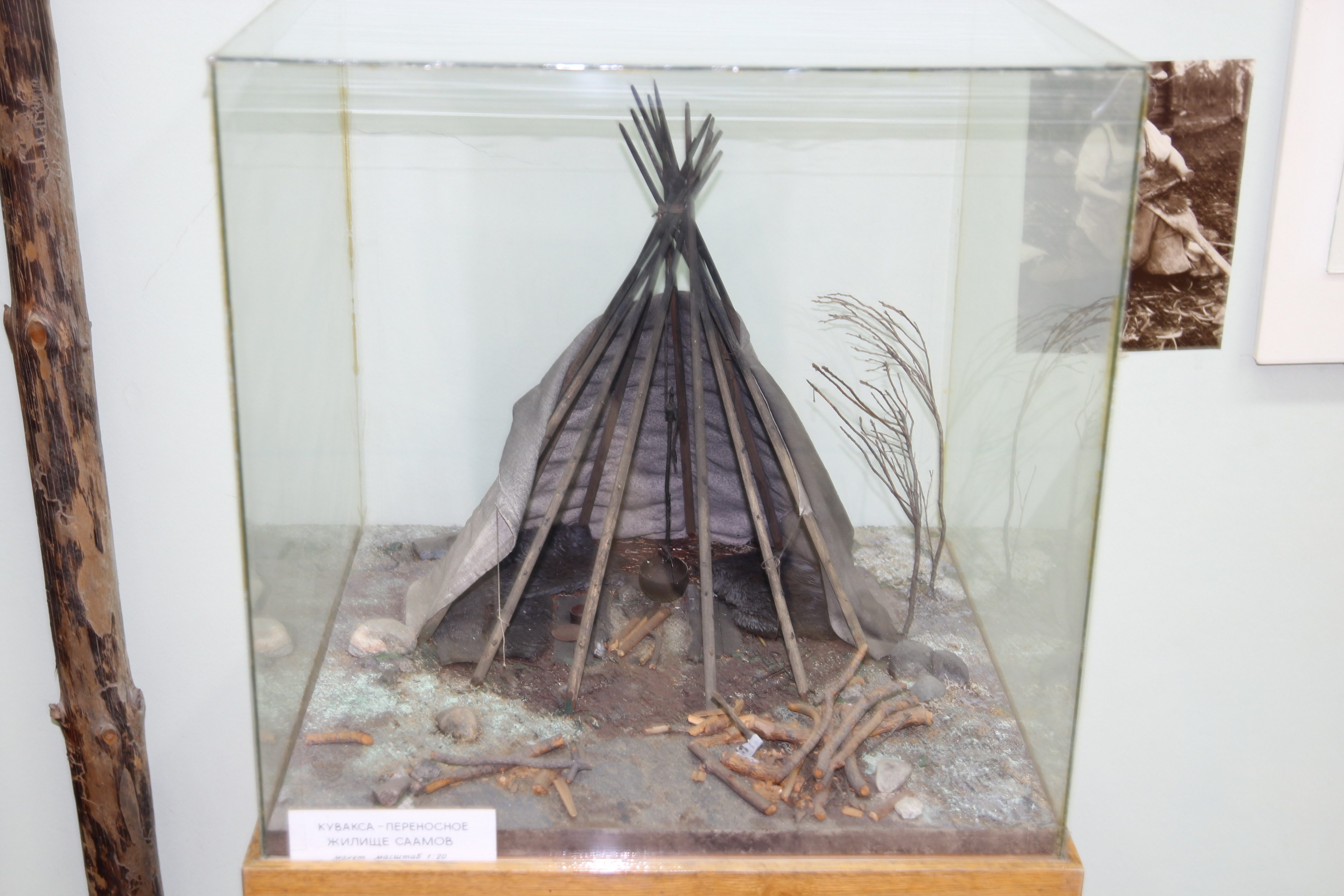
Макет куваксы в Мурманском краеведческом музее

Ку́вакса (кильд. саам. коавас, северносаам. lávvu, луле-саам. låvdagoahte, инари-саам. láávu, колтта-саам. kååvas) — переносной шалаш, который использовался саамами как временное жилье при сезонных перекочёвках. Простейшая кувакса состояла из нескольких шестов, расставленных на земле по кругу и связанных вверху. На этот конический каркас натягивали чехол, сшитый из оленьих шкур. Куваксу называют исконным типом саамского жилища (наравне с вежей), которое существовало до появления у саамов срубных построек.
У скандинавских саамов подобные жилища называются называются «ла́вву» (северносаам. lávvu), «ко́та» (фин. kota).

## История
Существует мнение о особой архаичности куваксы, которая в этом случае должна быть самым древним типом жилища саамов, но исследователь Лукьянченко писал, что «Лёгкая, сравнительно мало утеплённая кувакса, не имеющая покрытия из шкур, а в прошлом, возможно, и очага, в суровых условиях Севера не могла служить единственным видом жилья». По его мнению, она сосуществовала с другими, более основательными постройками. С другой стороны, кувакса, по его мнению, является жилищем лесной полосы, где она использовалась наряду с полуземлянкой. У тундровых же лопарей Кольского полуострова вряд ли до XVI—XVII веков имелись непереносные жилища.
Постройка, аналогичная куваксе кольских саамов, характерна для лесных саамов Швеции и Финляндии, причём у других групп скандинавских саамов она не встречается.

## Устройство куваксы

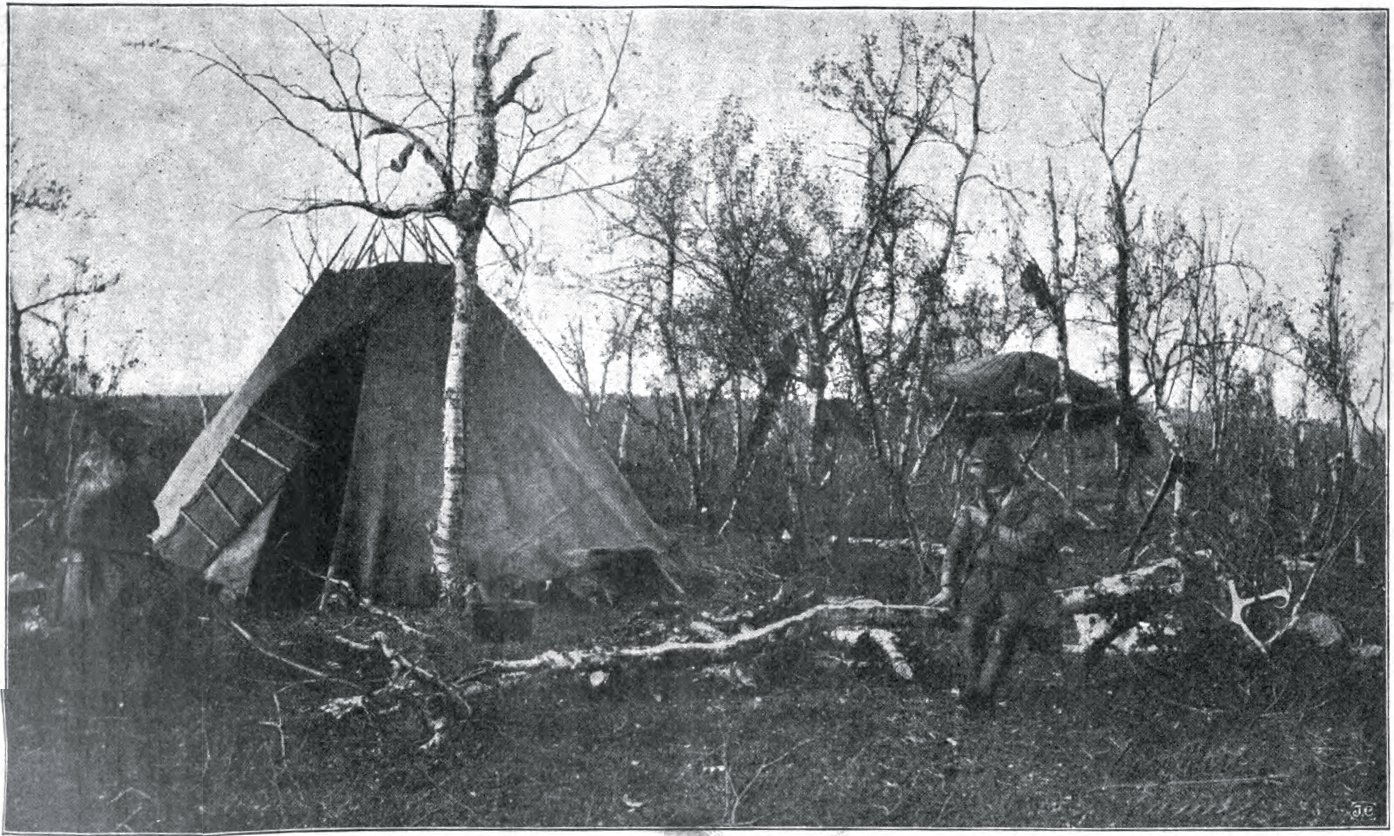
Лапландия, походное жилище саамов

Каркас куваксы состоял из нескольких шестов, в зависимости от её размера: она могла быть рассчитана как на 1 — 2 человека, так и на большее количество людей (саамы кочевали семьями). Большие куваксы занимали площадь 7 — 8 квадратных метров. Для постройки куваксы использовали от 8 до 20 тонких жердей, которые устанавливали конусообразно, снаружи конструкцию обтягивали материалом (у кольских саами это покрытие называлось «са́лвас»): оленьей кожей, берестой, мешковиной, парусиной, брезентом, — которые привязываются к каркасу верёвками. Сверху для большей прочности к постройке прислоняется ещё несколько жердей. Вверху оставляли отверстие(«ре́хпень»), через которое выходил дым и проникал свет. Входом в куваксу служило небольшое отверстие, прикрываемое свободным концом материала, которым было покрыто жилище. На земле посередине куваксы сооружали очаг. Чтобы создать тягу для дыма, между землёй и покрытием куваксы (или у входа) оставляли щель. В качестве подстилки использовали лапник и берёзовые ветки, на них сверху стелили оленьи шкуры, на которых спали. Спальные места могли распределяться двояким образом: только в боковых частях постройки и по всей окружности жилища.
Крюк для подвешивания котлов над огнём («а́ввель») в куваксах прикрепляется к перекладине, привязанной верёвками к двум противоположным жердям постройки. Некоторые авторы отмечают, что этот крюк прикреплялся к вершине постройки в том месте, где сходились жерди. Бывали случаи, что аввеля вообще не было, а около очага наклонно втыкали в землю палку («ки́мнмур»), верхний конец которой приходился над огнём. На него подвешивали чайник или котёл. Разбивая куваксу где-нибудь в тундре летом, саамы закрывали тлеющий очаг мхом, и тогда постройка становилась своего рода дымокуром, хорошо защищавшим от комаров.
Некоторые данные позволяют предположить, что в прошлом такая постройка была распространена у лесных саамов, использовавших её как временное жилище при не очень длительных перекочёвках. Лёгкая, сравнительно мало утеплённая кувакса, существовала одновременно с другими более фундаментальными постройками. У тундровых же саамов Кольского полуострова вряд ли до XVI—XVII вв. имелись непереносные жилища.
По словам исследователя Лукьянченко, кувакса по конструкции напоминает чум в его самодийском варианте, но у неё меньше площадь, она меньше размерами и в меньшей степени приспособлена к проживанию в зимнее время года, поскольку не имеет дощатого пола, а брезент плохо удерживает тепло. Главное достоинство куваксы — её лёгкость, возможность её быстро установить и быстро разобрать.
В конце XIX — начале XX века, с приходом коми-ижемцев на Кольский полуостров куваксы постепенно вытесняются близким по конструкции чумами.
Современные куваксы строят, используя вместо жердей алюминиевые трубки и более лёгкие современные покрытия, вместо очага внутри устанавливают печки.
Исследователь О. А. Бодрова в работе по истории изучения народов севера писала, что в прошлом даже многие научные книги оформлялись художниками, не знакомыми с бытом народов Севера, из-за чего часто саамов изображали как коми, а куваксу называли вежей, и это стало весьма популярным заблуждением.

## Кувакса как символ

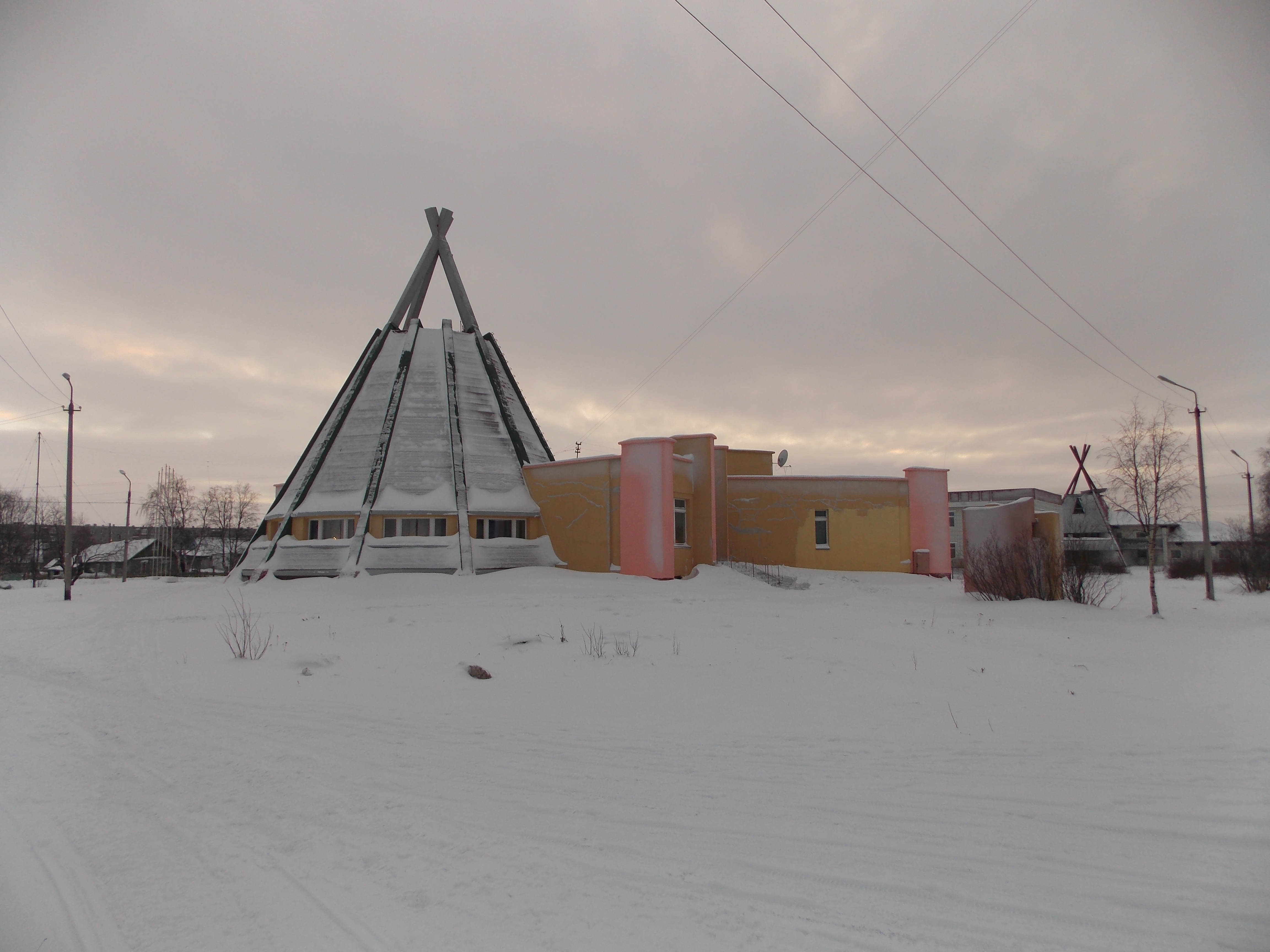
Здание Ловозерского культурного центра.

Во время конфликта в Альте (с 1979 по 1981 годы) относительно строительства гидроэлектростанции на реке в Альте в губернии Финнмарк протестующие саамы расставили куваксы перед зданием парламента и устроили голодовку. Протесты проводились против строительства плотины, которая уничтожила бы оленьи пастбища и затопила бы деревню Маси. Куваксы стали символом политической борьбы за права саамов. Полиция Осло снесла куваксы, однако этот конфликт привёл к появлению Комитета прав саамов, который, в свою очередь, стал предтечей закона 1987 года «О саамах» и появления Саамского парламента в 1989 году.
Куваксу можно увидеть на гербе Кёутукейну;
В архитектуре очертания куваксы использованы при строительстве Саамского парламента в Норвегии и Ловозерского районного национального культурного центра.
В 2019 году 9 февраля в селе Лопарская в рамках празднования Международного дня саамов прошла интерактивная культурно-познавательная программа «Кувакса», которую планируют сделать ежегодным фестивалем.
С 21 декабря 2018 года в отделении почтовой связи Ловозера 184592 появился специальный почтовый штемпель с переводной датой «Я ♥ Ловозеро» и изображением куваксы.